# Tianma

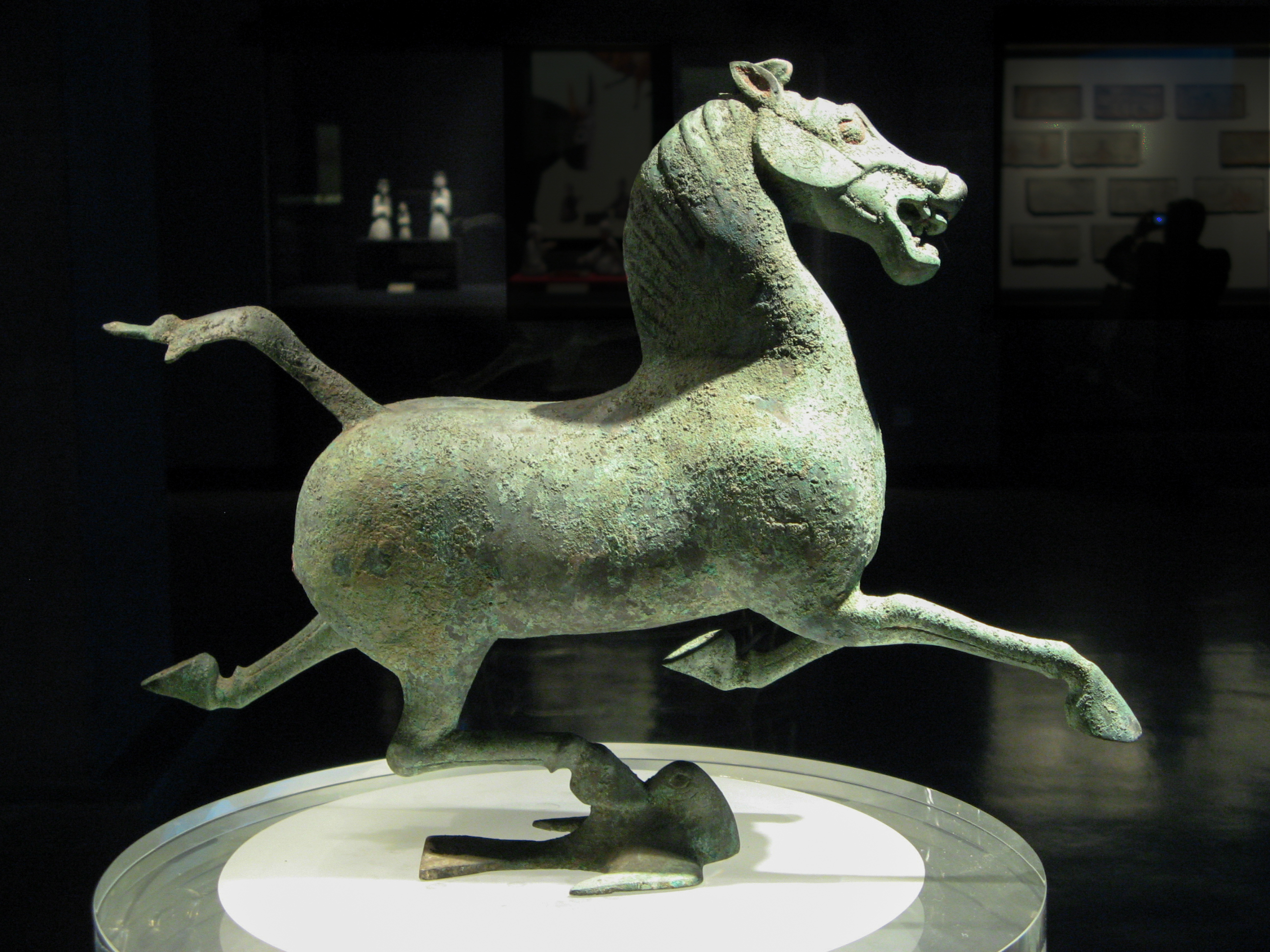
Das bekannte bronzene tianma aus dem han-zeitlichen Grab von Leitai (Provinz Gansu). Es befindet sich derzeit im Provinzmuseum Gansu.

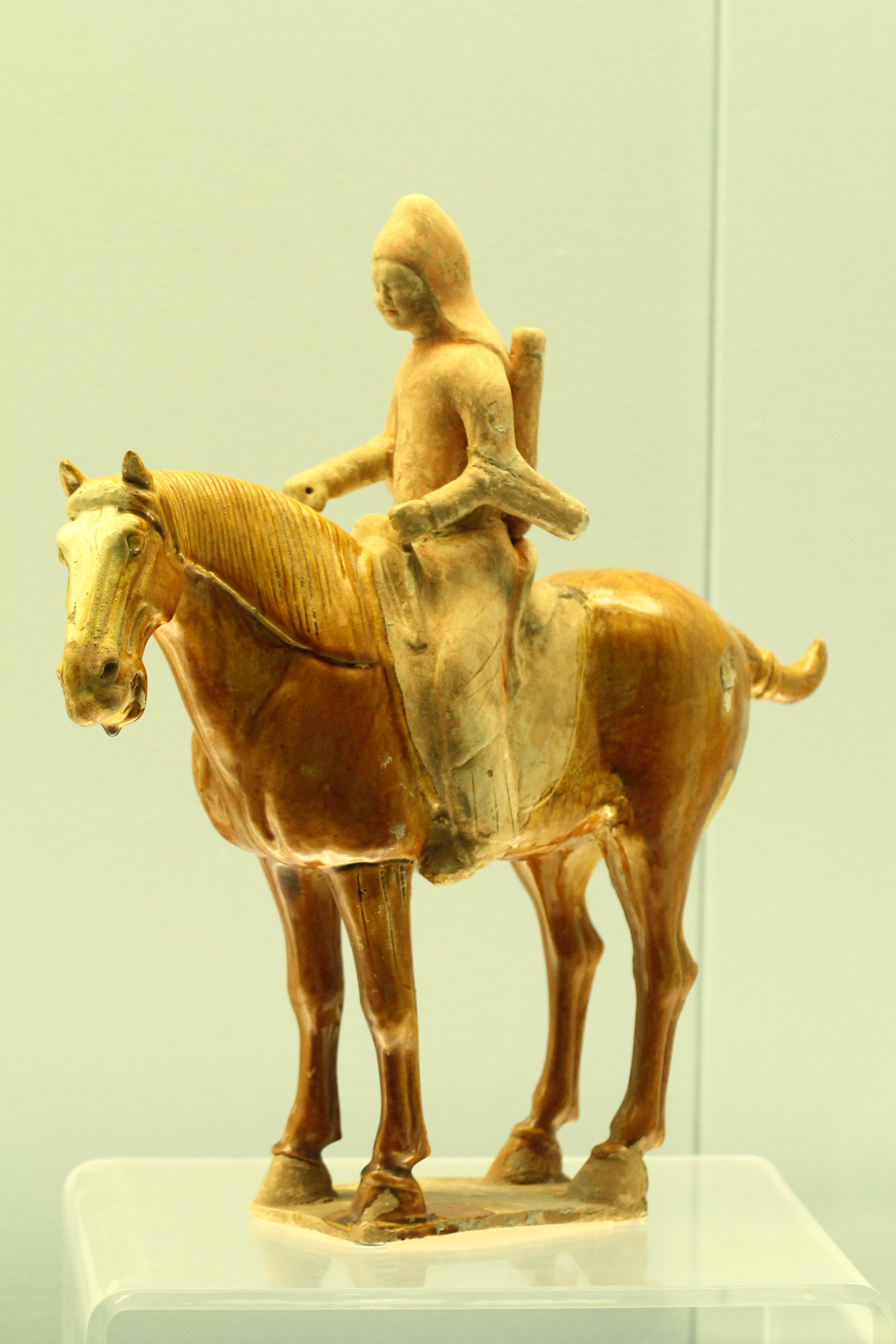
Eine tang-zeitliche Dreifarben-Keramik eines zentralasiatischen Pferdes mit Reiter. Neben dem hochbeinigen Pferd verweist insbesondere die Kleidung des Reiters mit dem „Schlapphut“, den weiten, dreiviertellangen Hosen und den Stiefeln auf eine zentralasiatische Herkunft.

Als Tianma (chinesisch 天馬, Pinyin Tiānmǎ – „Himmelspferd, himmlisches Pferd“) wurden im alten China langbeinige, schnelle Pferde bezeichnet. Die Bezeichnung tianma taucht im Shanhaijing erstmals auf. Sie erscheinen als Fabelwesen, denen übernatürliche und mystische Kräfte zugeschrieben werden. Im Laufe der Zeit wurden als tianma auch die Pferde aus den nordwestlichen Steppen bezeichnet, die im Gegensatz zu den stämmigen chinesischen Ponys schlank und hochbeinig waren.

## Tianma in der Kultur
Seit den frühesten schriftlichen Erwähnungen des tianma ist dieses als positives und glückverheißendes Symbol bekannt. Die erste Quelle, welche den Begriff tianma erwähnt ist der Klassiker der Berge und Meere – Shanhaijing. Auch im Shiji von Sima Qian aus der frühen Han-Zeit wird es erwähnt. Dort taucht es mehrfach im 24. Kapitel/Rolle auf, aber auch an anderen Stellen.
Teils beziehen sich diese Texte auf das tianma als glückverheißendes Symbol, teils aber auch auf die realen Tiere aus den zentralasiatischen Steppen.
Shanhaijing, 3. Kapitel/Rolle (Klassiker über die nördlichen Berge):
又東北二百里，曰馬成之山，其上多文石，其陰多金玉。有獸焉，其狀如白犬而黑頭，見人則飛，其名曰天馬，其鳴自䚯。
Weitere zweihundert Li nordöstlich [gibt es einen Berg], der heißt der Macheng-Berg. Auf ihm gibt es viele gemusterte Steine und an seiner Yin-Seite gibt es viel Gold und Jade. Es gibt wilde Pferde, deren Gestalt einem weißen Jagdhund mit schwarzem Kopf gleicht und wenn es einen Menschen erblickt, dann fliegt es [davon] und sein Name lautet Himmelspferd und sein Ruf ist selbstbezeichnend.
Shiji, 24. Kapitel/Rolle (Buch über Musik):
歌詩曰：天馬來兮從西極，經萬里兮歸有德。承靈威兮降外國，涉流沙兮四夷服。
Das Gedicht lautet: Ein Himmelspferd kommt, ach, aus dem fernsten Westen; es überwindet zehntausend Li, ach, und wo es hinkommt, da herrscht die Tugend. Es trägt eine geisterhafte Macht in sich, ach, und fährt auf die äußeren Länder herab; es gleitet über den Sand, ach, und die vier Barbaren[stämme] geben nach.
Qian Hanji, 14. Kapitel/Rolle (Aufzeichnungen über Xiao Wudi, 5. Abschnitt)
神馬當從西北來。後得烏孫好馬。名曰天馬。
Die göttlichen Pferde kommen aus dem Nordwesten. Später erhielt er ein gutes Pferd der Wusun. Sein Name lautete Himmelspferd.

Entsprechend ihrer positiven Konnotation waren die sogenannten Himmelspferde äußerst beliebte Omina und ihre realen Gegenstücke, die Pferde aus den Steppen nordwestlich von China ein begehrter Tribut oder eine begehrte Handelsware oder Kriegsbeute. Sie wurden häufig bis spät in die Kaiserzeit hinein in der Malerei oder Skulptur dargestellt. Eine der bekanntesten Darstellungen ist wohl das bronzene fliegende Pferd, das auf einer Schwalbe tänzelt aus einem han-zeitlichen Grab in Gansu. Ebenso bekannt sind die zahlreichen Darstellungen solcher Pferde als Grabbeigaben in Form von Dreifarben-Keramik (sancai) aus der Tang-Dynastie.